# Foliatrotus elephas
Foliatrotus elephas är en insektsart som beskrevs av Capener 1953. Foliatrotus elephas ingår i släktet Foliatrotus och familjen hornstritar. Inga underarter finns listade i Catalogue of Life.